# Stefania Calegari
Stefania Ida Maria Calegari (Sesto San Giovanni, 22 marzo 1967) è un'ex danzatrice su ghiaccio italiana.

## Biografia
Nata nel 1967 a Sesto San Giovanni, in provincia di Milano, dopo aver preso parte ai Mondiali juniores nel 1983 e 1984, a 24 anni ha partecipato ai Giochi olimpici di Albertville 1992 nella danza su ghiaccio, con Pasquale Camerlengo come compagno, arrivando 5ª.
La coppia ha partecipato a sei edizioni dei Mondiali (Ginevra 1986, 15ª, Parigi 1989, 7ª, Halifax 1990, 10ª, Monaco di Baviera 1991, 6ª, Oakland 1992, 4ª e Praga 1993, 6ª) e sette degli Europei (Copenaghen 1986, 12ª, Sarajevo 1987, 13ª, Praga 1988, 11ª, Birmingham 1989, 5ª, Sofia 1991, 6ª, Losanna 1992, 4ª e Helsinki 1993, 5ª)..
Nel 1983 hanno vinto l'oro al Grand Prix ISU juniores in Slovacchia, nel 1990 l'oro ao Skate America e al Trophée Eric Bompard, mentre l'anno successivo un altro oro a Skate Canada International. Hanno ottenuto inoltre un argento al Nebelhorn Trophy nel 1987 e due bronzi al NHK Trophy nel 1990 e 1991.
Ai Campionati italiani Calegari è stata campionessa nella danza su ghiaccio con Camerlengo nel 1989 e dal 1991 al 1993.
Si è ritirata nel 1993, a 26 anni.

## Palmarès
| Internazionali            | Internazionali | Internazionali | Internazionali | Internazionali | Internazionali | Internazionali | Internazionali | Internazionali | Internazionali | Internazionali |
| Evento                    | 1983–84        | 1984–85        | 1985–86        | 1986–87        | 1987–88        | 1988–89        | 1989–90        | 1990–91        | 1991–92        | 1992–93        |
| ------------------------- | -------------- | -------------- | -------------- | -------------- | -------------- | -------------- | -------------- | -------------- | -------------- | -------------- |
| Giochi olimpici invernali |                |                |                |                |                |                |                |                | 5°             |                |
| Campionati mondiali       |                |                | 15°            |                |                | 7°             | 10°            | 6°             | 4°             | 6°             |
| Campionati europei        |                |                | 12°            | 13°            | 11°            | 5°             |                | 6°             | 4°             | 5°             |
| Skate America             |                |                |                | 6°             |                |                |                | 1°             |                |                |
| Skate Canada              |                |                |                |                |                | 4°             |                |                | 1°             |                |
| Intnationaux de Paris     |                |                |                |                |                |                |                | 1°             |                |                |
| NHK Trophy                | 7°             |                |                |                |                |                |                | 3°             | 3°             |                |
| Nations Cup               |                |                |                |                |                |                |                |                |                | 2°             |
| Nebelhorn Trophy          |                |                |                |                | 2°             |                |                |                |                |                |
| Golden Spin               |                |                |                |                | 2°             |                |                |                |                |                |
| Nazionali                 |                |                |                |                |                |                |                |                |                |                |
| Campionati italiani       |                |                |                |                |                | 1°             |                | 1°             | 1°             | 1°             |